# Mór Réthy
Mór Réthy, també Moritz Réthy, (1845-1921) va ser un matemàtic hongarès.

## Vida i Obra
Réthy va estudiar a les Universitats Tècniques de Viena i de Budapest; es va graduar a Budapest el 1870. Després de dos anys donant classes a la Escola Tècnica Moderna de Körmöcbánya (actuament, Kremnica a Eslovàquia), va rebre una beca per continuar estudis a Göttingen i a Heidelberg, on va estudiar amb Clebsch, Kirchhoff, Schering i Königsberger, obtenint el seu doctorat a Heidelberg el 1874.
El 1874 va ser nomenat professor extraordinari a la universitat de Kolozsvár (actual Cluj-Napoca a Romania) on s'hi va estar fins al 1886, essent també cap del departament de matemàtiques i degà de la facultat de ciències. El 1886 va començar a donar classes de geometria a la Universitat Tècnica de Budapest; però poc després el seu interès es va inclinar per la física matemàtica i va donar classes de mecànica analítica i física teòrica des de 1892 fins a la seva jubilació.
Réthy va ser memebre de l'Acadèmia de Ciències d'Hongria (1878) i va rebre un doctorat honoris causa de la universitat de Heidelberg (1924). Va rebre el premi Marczibányi el 1904.
Va ser un difusor de l'obra dels Bolyai, pare i fill, editant el Tentamen en dos volums el 1897 i 1904 i escrivint articles sobre la seva obra.
Réthy és recordat per la seva obra en mecànica teòrica publicada sobre tot en hongarès i alemany, però també traduïda en bastants casos.

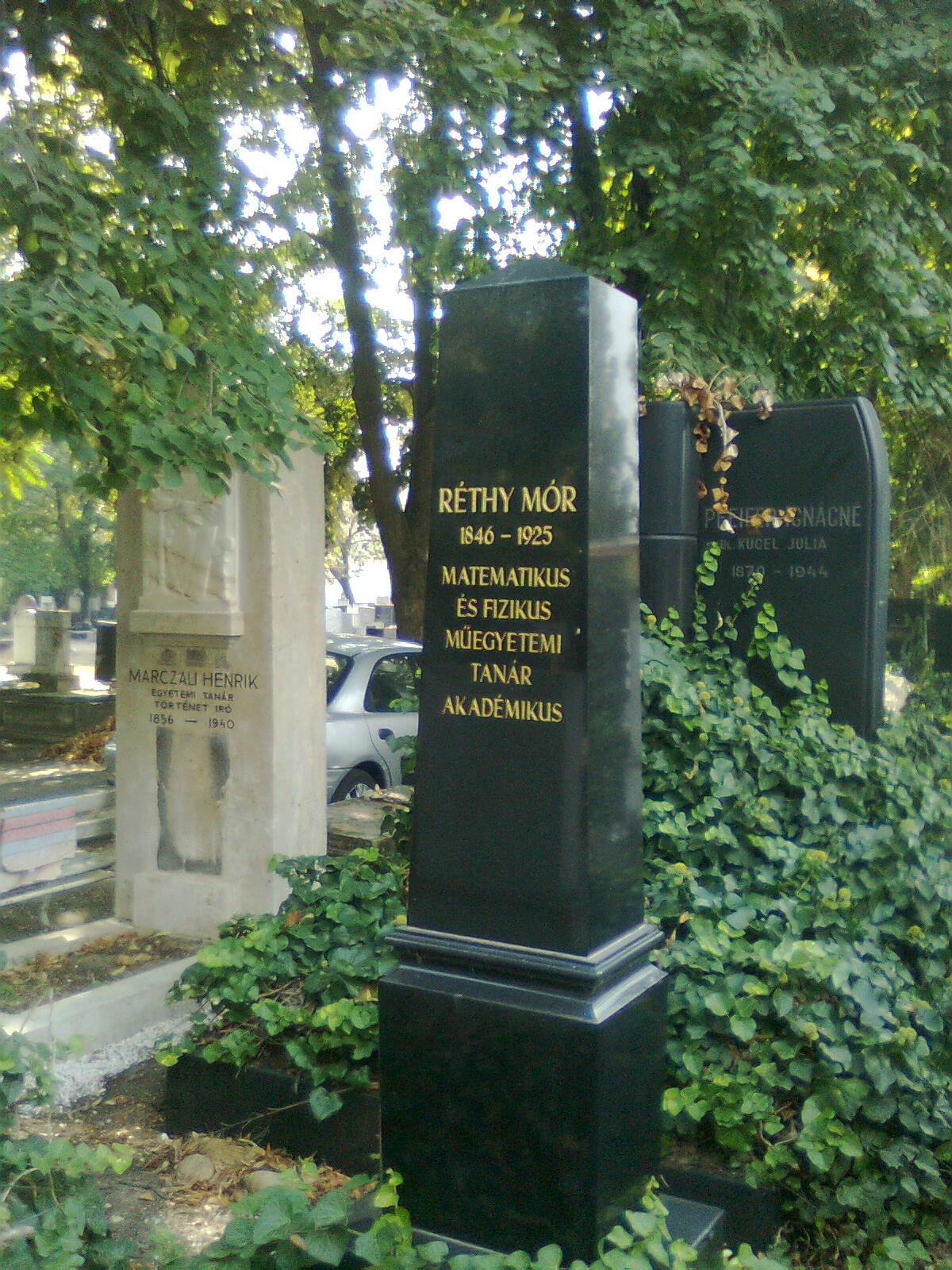
Tomba i Memorial de Réthy a Budapest